# Слаггер (бокс)
Сла́ггер (от англ. slugger) или Бра́улер (от англ. brawler) — боксёр, отдающий преимущество дуговым ударам, таким как хук или апперкот, но малоподвижный и не обладающий хорошей техникой защиты. Слаггеры всегда идут вперёд с расчётом нанести одиночный результативный удар, который способен отправить соперника в нокаут. Однако слаггеру чаще всего не хватает хитрости и хорошей работы ног, что он компенсирует силой своего удара. Слаггеры обычно не очень подвижны, поэтому испытывают трудности в боях с теми соперниками, которые быстро перемещаются по рингу. Медлительность и предсказуемая манера нанесения ударов часто оставляет бойца открытым для встречных ударов противника. Тем не менее слаггеры обладают выносливостью, хорошей физической силой. Умеют устоять при атаке соперника и в нужный момент нанести сокрушительный удар.
Большинство слаггеров осознают все недостатки своего стиля и пытаются менять тактику во время боя. Слаггеры с длинными руками не брезгуют вести бой на дальней дистанции, а так же используют джебы. Ближе всего по техническим характеристикам к слаггеру расположен панчер. Эти два типа боксёров делают ставку на мощный удар, однако панчер может обладать хорошей скоростью, фантазией и защитой. Чаще всего панчер «трансформируется» в слаггера на закате своей карьеры.
Самые важные качества слаггера — сила и умение выдерживать атаку соперника, постоянно оставаясь готовым нанести решающий удар.
Ярчайшими примерами слаггеров являются поздний Майк Тайсон, Дэвид Туа, Макс Бэр, Джордж Форман и Рокки Грациано.